# Oscar-díj a legjobb női főszereplőnek
A legjobb női főszereplőnek járó Oscar-díjat 1929 óta adja át az amerikai Filmművészeti és Filmtudományi Akadémia.
A legfiatalabb  Oscar-díjra jelölt női főszereplő Quvenzhané Wallis volt, aki 2013-ban A messzi dél vadjaiban nyújtott alakításával érdemelte ki a nominálást kilencévesen. A legidősebb Oscarral jutalmazott színésznő a Miss Daisy sofőrje című film főszereplője, Jessica Tandy volt, aki az 1989-es díjátadáskor éppen nyolcvanéves volt. Az Oscar-díjat 1968-ban Katharine Hepburn és Barbra Streisand megosztva kapta. 
A legtöbb díjat ebben a kategóriában – és a színészek között az Oscar-díj történetében – a maga négy aranyszobrocskájával Katharine Hepburn nyerte el (1932-33, 1967, 1968, 1981). Frances McDormand szintén négy díjat tudhat magáénak, ebből hármat színészi alakításra (1997, 2018, 2021) és egyet producerként. Háromszoros díjazottak: Ingrid Bergman, Meryl Streep. A következő színésznők érdemelték ki kétszer az elismerést: Luise Rainer, Bette Davis,  Vivien Leigh, Olivia de Havilland, Elizabeth Taylor, Glenda Jackson, Jane Fonda, Sally Field, Jodie Foster, Helen Hayes, Jessica Lange, Maggie Smith, Dianne Wiest, Shelley Winters, Hilary Swank, Cate Blanchett, Renée Zellweger és Emma Stone.
A jelöltek listáját az Akadémia filmszínész tagjai állítják össze, de az Akadémia teljes tagsága szavazhat rájuk. A kialakult gyakorlat szerint a filmek a megjelenés dátuma szerint kerülnek listázásra: például az „1999 legjobb női főszereplője” Oscar-díját a 2000-es díjosztó ceremónián hirdették ki.

## Díjazottak és jelöltek

### 1920-as évek
| Év                                 | Színésznő          | Színésznő      | Szerep              | Magyar cím                    | Eredeti cím |
| 1927/28 1. gála                    |                    |                |                     |                               |             |
| ---------------------------------- | ------------------ | -------------- | ------------------- | ----------------------------- | ----------- |
| 1927/28 1. gála                    |                    | Janet Gaynor   | Diane               | A hetedik mennyország         | 7th Heaven  |
| 1927/28 1. gála                    | Angela             | Janet Gaynor   |                     | Street Angel                  |             |
| 1927/28 1. gála                    | A feleség          | Janet Gaynor   | Virradat            | Sunrise: A Song of Two Humans |             |
| 1927/28 1. gála                    | Louise Dresser     | Mrs. Pleznik   | Lucifer farsangja   | A Ship Comes In               |             |
| 1927/28 1. gála                    | Gloria Swanson     | Sadie Thompson |                     | Sadie Thompson                |             |
| 1928/29 2. gála                    |                    |                |                     |                               |             |
|                                    | Mary Pickford      | Norma Besant   | Coquette            | Coquette                      |             |
| Ruth Chatterton                    | Jacqueline Floriot |                | Madame X            |                               |             |
| Betty Compson                      | Carrie             |                | The Barker          |                               |             |
| Jeanne Eagels (posztumusz jelölés) | Leslie Crosbie     |                | The Letter          |                               |             |
| Corinne Griffith                   | Emma Hamilton      |                | The Divine Lady     |                               |             |
| Bessie Love                        | Hank Mahoney       |                | The Broadway Melody |                               |             |

### 1930-as évek
| Év                | Színésznő                               | Színésznő                    | Szerep                         | Magyar cím                 | Eredeti cím  |
| 1930 3. gála      |                                         |                              |                                |                            |              |
| ----------------- | --------------------------------------- | ---------------------------- | ------------------------------ | -------------------------- | ------------ |
| 1930 3. gála      |                                         | Norma Shearer                | Jerry Bernard Martin           | Ex-feleség                 | The Divorcee |
| 1930 3. gála      | Nancy Carroll                           | Hallie Hobart                |                                | The Devil’s Holiday        |              |
| 1930 3. gála      | Ruth Chatterton                         | Sarah Storm                  |                                | Sarah and Son              |              |
| 1930 3. gála      | Greta Garbo                             | Anna Christie                | Anna Christie                  | Anna Christie              |              |
| 1930 3. gála      | Greta Garbo                             | Madame Rita Cavallini        |                                | Romance                    |              |
| 1930 3. gála      | Norma Shearer                           | Lucia Marlett                |                                | Their Own Desire           |              |
| 1930 3. gála      | Gloria Swanson                          | Marion Donnell               |                                | The Trespasser             |              |
| 1931 4. gála      |                                         |                              |                                |                            |              |
|                   | Marie Dressler                          | Min Divot                    | Min és Bill                    | Min and Bill               |              |
| Marlene Dietrich  | Mademoiselle Amy Jolly                  | Marokkó                      | Morocco                        |                            |              |
| Irene Dunne       | Sabra Cravat                            | Cimarron                     | Cimarron                       |                            |              |
| Ann Harding       | Linda Seton                             |                              | Holiday                        |                            |              |
| Norma Shearer     | Jan Ashe                                | Egy szabad lélek             | A Free Soul                    |                            |              |
| 1932 5. gála      |                                         |                              |                                |                            |              |
|                   | Helen Hayes                             | Madelon Claudet              | Madelon Claudet bűne           | The Sin of Madelon Claudet |              |
| Marie Dressler    | Emma Thatcher Smith                     | Emma                         | Emma                           |                            |              |
| Lynn Fontanne     | A színésznő                             |                              | The Guardsman                  |                            |              |
| 1933 6. gála      |                                         |                              |                                |                            |              |
|                   | Katharine Hepburn                       | Eva Lovelace                 | Morning Glory                  | Morning Glory              |              |
| May Robson        |                                         | Lady egy napra               | Lady For a Day                 |                            |              |
| Diana Wynyard     | Jane Marryot                            | Kavalkád                     | Cavalcade                      |                            |              |
| 1934 7. gála      |                                         |                              |                                |                            |              |
|                   | Claudette Colbert                       | Ellie Andrews                | Ez történt egy éjszaka         | It Happened One Night      |              |
| Bette Davis       | Mildred Rogers                          | Örök szolgaság               | Of Human Bondage               |                            |              |
| Grace Moore       | Mary Barrett                            | Csak nekem dalolj            | One Night of Love              |                            |              |
| Norma Shearer     | Elizabeth Barrett                       | A Wimpole Street-i Barrettek | The Barretts of Wimpole Street |                            |              |
| 1935 8. gála      |                                         |                              |                                |                            |              |
|                   | Bette Davis                             | Joyce Heath                  | Veszélyes                      | Dangerous                  |              |
| Elisabeth Bergner | Gemma Jones                             |                              | Escape Me Never                |                            |              |
| Claudette Colbert | Jane Everest                            | Akinek nem szabad szeretni   | Private Worlds                 |                            |              |
| Katharine Hepburn | Alice Adams                             |                              | Alice Adams                    |                            |              |
| Miriam Hopkins    | Becky Sharp                             |                              | Becky Sharp                    |                            |              |
| Merle Oberon      | Kitty Vane                              |                              | The Dark Angel                 |                            |              |
| 1936 9. gála      |                                         |                              |                                |                            |              |
|                   | Luise Rainer                            | Anna Held                    | A nagy Ziegfeld                | The Great Ziegfeld         |              |
| Irene Dunne       | Theodora Lynn / Caroline Adams          | Ártatlan Theodora            | Theodora Goes Wild             |                            |              |
| Gladys George     | Carrie Snyder                           |                              | Valiant Is the Word for Carrie |                            |              |
| Carole Lombard    | Irene Bullock                           | Godfrey, a lakáj             | My Man Godfrey                 |                            |              |
| Norma Shearer     | Júlia                                   | Rómeó és Júlia               | Romeo and Juliet               |                            |              |
| 1937 10. gála     |                                         |                              |                                |                            |              |
|                   | Luise Rainer                            | O-Lan                        | Édes anyaföld                  | The Good Earth             |              |
| Irene Dunne       | Lucy Warriner                           | Kár volt hazudni             | The Awful Truth                |                            |              |
| Greta Garbo       | Marguerite Gautier                      | A kaméliás hölgy             | Camille                        |                            |              |
| Janet Gaynor      | Esther Victoria Blodgett / Vicki Lester | Csillag születik             | A Star Is Born                 |                            |              |
| Barbara Stanwyck  | Stella Martin Dallas                    | Asszonyok a lejtőn           | Stella Dallas                  |                            |              |
| 1938 11. gála     |                                         |                              |                                |                            |              |
|                   | Bette Davis                             | Julie Marsden                | Jezabel                        | Jezebel                    |              |
| Fay Bainter       | Hannah Parmalee                         |                              | White Banners                  |                            |              |
| Wendy Hiller      | Eliza Doolittle                         |                              | Pygmalion                      |                            |              |
| Norma Shearer     | Mária Antónia                           |                              | Marie Antoinette               |                            |              |
| Margaret Sullavan | Patricia "Pat" Hollmann                 | Három bajtárs                | Three Comrades                 |                            |              |
| 1939 12. gála     |                                         |                              |                                |                            |              |
|                   | Vivien Leigh                            | Scarlett O’Hara              | Elfújta a szél                 | Gone With The Wind         |              |
| Bette Davis       | Judith Traherne                         | Későn jött boldogság         | Dark Victory                   |                            |              |
| Irene Dunne       | Terry McKay                             | Várlak… / Szerelmi történet  | Love Affair                    |                            |              |
| Greta Garbo       | Nina Yakushova "Ninocska" Ivanoff       | Ninocska                     | Ninotchka                      |                            |              |
| Greer Garson      | Katherine Bridges                       | Isten vele, tanár úr!        | Goodbye, Mr. Chips             |                            |              |

### 1940-es évek
| Év                  | Színésznő                    | Színésznő                           | Szerep                         | Magyar cím                     | Eredeti cím |
| 1940 13. gála       |                              |                                     |                                |                                |             |
| ------------------- | ---------------------------- | ----------------------------------- | ------------------------------ | ------------------------------ | ----------- |
| 1940 13. gála       |                              | Ginger Rogers                       | Kitty Foyle                    | Kitty Foyle – Egy nő története | Kitty Foyle |
| 1940 13. gála       | Bette Davis                  | Leslie Crosbie                      | A levél                        | The Letter                     |             |
| 1940 13. gála       | Joan Fontaine                | második Mrs. de Winter              | A Manderley-ház asszonya       | Rebecca                        |             |
| 1940 13. gála       | Katharine Hepburn            | Tracy Lord                          | Philadelphiai történet         | The Philadelphia Story         |             |
| 1940 13. gála       | Martha Scott                 | Emily Webb                          | A mi kis városunk              | Our Town                       |             |
| 1941 14. gála       |                              |                                     |                                |                                |             |
|                     | Joan Fontaine                | Lina McLaidlaw Aysgarth             | Gyanakvó szerelem              | Suspicion                      |             |
| Bette Davis         | Regina Giddens               | A kis rókák                         | The Little Foxes               |                                |             |
| Olivia de Havilland | Emmy Brown                   |                                     | Hold Back the Dawn             |                                |             |
| Greer Garson        | Edna Gladney                 | Virágok a porban                    | Blossoms in the Dust           |                                |             |
| Barbara Stanwyck    | Katherine "Sugarpuss" O'Shea | Szőke szélvész                      | Ball of Fire                   |                                |             |
| 1942 15. gála       |                              |                                     |                                |                                |             |
|                     | Greer Garson                 | Kay Miniver                         | Mrs. Miniver                   | Mrs Miniver                    |             |
| Bette Davis         | Charlotte Vale               | Utazás a múltból                    | Now, Voyager                   |                                |             |
| Katharine Hepburn   | Tess Harding                 | Az év asszonya                      | Woman of the Year              |                                |             |
| Rosalind Russell    | Ruth Sherwood                |                                     | My Sister Eileen               |                                |             |
| Teresa Wright       | Eleanor Twitchell Gehrig     | A Yankee-k dicsősége                | The Pride of the Yankees       |                                |             |
| 1943 16. gála       |                              |                                     |                                |                                |             |
|                     | Jennifer Jones               | Bernadette Soubirous                | Bernadette                     | The Song of Bernadette         |             |
| Jean Arthur         | Constance "Connie" Milligan  | Társbérlet                          | The More The Merrier           |                                |             |
| Ingrid Bergman      | María                        | Akiért a harang szól                | For Whom the Bell Tolls        |                                |             |
| Joan Fontaine       | Tessa Sanger                 |                                     | The Constant Nymph             |                                |             |
| Greer Garson        | Marie Curie                  | Madame Curie                        | Madame Curie                   |                                |             |
| 1944 17. gála       |                              |                                     |                                |                                |             |
|                     | Ingrid Bergman               | Paula Alquist Anton                 | Gázláng                        | Gaslight                       |             |
| Claudette Colbert   | Anne Hilton                  | Mióta távol vagy                    | Since You Went Away            |                                |             |
| Bette Davis         | Fanny Trellis                |                                     | Mr. Skeffington                |                                |             |
| Greer Garson        | Susie "Sparrow" Parkington   |                                     | Mrs. Parkington                |                                |             |
| Barbara Stanwyck    | Phyllis Dietrichson          | Gyilkos vagyok                      | Double Indemnity               |                                |             |
| 1945 18. gála       |                              |                                     |                                |                                |             |
|                     | Joan Crawford                | Mildred Pierce Beragon              | Mildred Pierce                 | Mildred Pierce                 |             |
| Ingrid Bergman      | Mary Benedict                | Szent Mary harangjai                | The Bells of St. Mary's        |                                |             |
| Greer Garson        | Mary Rafferty                |                                     | The Valley of Decision         |                                |             |
| Jennifer Jones      | Singleton / Victoria Morland |                                     | Love Letters                   |                                |             |
| Gene Tierney        | Ellen Berent Harland         |                                     | Leave Her to Heaven            |                                |             |
| 1946 19. gála       |                              |                                     |                                |                                |             |
|                     | Olivia de Havilland          | Josephine "Jody" Norris             | Kisiklott élet                 | To Each His Own                |             |
| Celia Johnson       | Laura Jesson                 | Késői találkozás                    | Brief Encounter                |                                |             |
| Jennifer Jones      | Pearl Chavez                 | Párbaj a napon                      | Duel in the Sun                |                                |             |
| Rosalind Russell    | Elizabeth Kenny              |                                     | Sister Kenny                   |                                |             |
| Jane Wyman          | Orry Baxter                  | Az őzgida                           | The Yearling                   |                                |             |
| 1947 20. gála       |                              |                                     |                                |                                |             |
|                     | Loretta Young                | Katie Holstrom                      |                                | The Farmer’s Daughter          |             |
| Joan Crawford       | Louise Howell                |                                     | Possessed                      |                                |             |
| Susan Hayward       | Angelica Evans Conway        | Katasztrófa – Egy asszony története | Smash-Up: The Story of a Woman |                                |             |
| Dorothy McGuire     | Kathy Lacy                   | Úri becsületszó                     | Gentleman’s Agreement          |                                |             |
| Rosalind Russell    | Lavinia Mannon               |                                     | Mourning Becomes Electra       |                                |             |
| 1948 21. gála       |                              |                                     |                                |                                |             |
|                     | Jane Wyman                   | Belinda McDonald                    |                                | Johnny Belinda                 |             |
| Ingrid Bergman      | Jeanne d’Arc                 | Szent Johanna                       | Joan of Arc                    |                                |             |
| Olivia de Havilland | Virginia Stuart Cunningham   | Kígyóverem                          | The Snake Pit                  |                                |             |
| Irene Dunne         | Martha Hanson                | Én emlékszem a mamára               | I Remember Mama                |                                |             |
| Barbara Stanwyck    | Leona Stevenson              | Sajnálom, téves szám                | Sorry, Wrong Number            |                                |             |
| 1949 22. gála       |                              |                                     |                                |                                |             |
|                     | Olivia de Havilland          | Catherine Sloper                    | Az örökösnő                    | The Heiress                    |             |
| Jeanne Crain        | Patricia "Pinky" Johnson     | Pinky                               | Pinky                          |                                |             |
| Susan Hayward       | Eloise Winters               |                                     | My Foolish Heart               |                                |             |
| Deborah Kerr        | Evelyn Boult                 | Edward fiam                         | Edward, My Son                 |                                |             |
| Loretta Young       | Margaret                     |                                     | Come to the Stable             |                                |             |

### 1950-es évek
| Év                | Színésznő                               | Színésznő                                | Szerep                          | Magyar cím               | Eredeti cím    |
| 1950 23. gála     |                                         |                                          |                                 |                          |                |
| ----------------- | --------------------------------------- | ---------------------------------------- | ------------------------------- | ------------------------ | -------------- |
| 1950 23. gála     |                                         | Judy Holliday                            | Emma "Billie" Dawn              | Tegnap született         | Born Yesterday |
| 1950 23. gála     | Anne Baxter                             | Eve Harrington                           | Mindent Éváról                  | All About Eve            |                |
| 1950 23. gála     | Bette Davis                             | Margo Channing                           | Mindent Éváról                  | All About Eve            |                |
| 1950 23. gála     | Eleanor Parker                          | Marie Allen                              |                                 | Caged                    |                |
| 1950 23. gála     | Gloria Swanson                          | Norma Desmond                            | Alkony sugárút                  | Sunset Boulevard         |                |
| 1951 24. gála     |                                         |                                          |                                 |                          |                |
|                   | Vivien Leigh                            | Blanche DuBois                           | A vágy villamosa                | A Streetcar Named Desire |                |
| Katharine Hepburn | Rose Sayer                              | Afrika királynője                        | The African Queen               |                          |                |
| Eleanor Parker    | Mary McLeod                             | Detektívtörténet                         | Detective Story                 |                          |                |
| Shelley Winters   | Alice Tripp                             | Egy hely a nap alatt                     | A Place in the Sun              |                          |                |
| Jane Wyman        | Louise Mason                            |                                          | The Blue Veil                   |                          |                |
| 1952 25. gála     |                                         |                                          |                                 |                          |                |
|                   | Shirley Booth                           | Lola Delaney                             | Térj vissza, kicsi Sheba!       | Come Back, Little Sheba  |                |
| Joan Crawford     | Myra Hudson                             | Hirtelen félelem                         | Sudden Fear                     |                          |                |
| Bette Davis       | Margaret Elliot                         | A sztár                                  | The Star                        |                          |                |
| Julie Harris      | Frances "Frankie" Addams                |                                          | The Member of the Wedding       |                          |                |
| Susan Hayward     | Jane Froman                             |                                          | With a Song in My Heart         |                          |                |
| 1953 26. gála     |                                         |                                          |                                 |                          |                |
|                   | Audrey Hepburn                          | Ann hercegnő                             | Római vakáció                   | Roman Holiday            |                |
| Leslie Caron      | Lili Daurier                            | Lili                                     | Lili                            |                          |                |
| Ava Gardner       | Eloise "Honey Bear" Kelly               | Mogambo                                  | Mogambo                         |                          |                |
| Deborah Kerr      | Karen Holmes                            | Most és mindörökké                       | From Here to Eternity           |                          |                |
| Maggie McNamara   | Patty O'Neill                           |                                          | The Moon Is Blue                |                          |                |
| 1954 27. gála     |                                         |                                          |                                 |                          |                |
|                   | Grace Kelly                             | Georgie Elgin                            | A vidéki lány                   | The Country Girl         |                |
| Dorothy Dandridge | Carmen Jones                            | Carmen Jones                             | Carmen Jones                    |                          |                |
| Judy Garland      | Esther Victoria Blodgett / Vicki Lester | Csillag születik                         | A Star Is Born                  |                          |                |
| Audrey Hepburn    | Sabrina Fairchild                       | Sabrina                                  | Sabrina                         |                          |                |
| Jane Wyman        | Helen Phillips                          | Nagyszerű rögeszme                       | Magnificent Obsession           |                          |                |
| 1955 28. gála     |                                         |                                          |                                 |                          |                |
|                   | Anna Magnani                            | Serafina Delle Rose                      |                                 | The Rose Tattoo          |                |
| Susan Hayward     | Lillian Roth                            | Holnap sírni fogok                       | I’ll Cry Tomorrow               |                          |                |
| Katharine Hepburn | Jane Hudson                             | Velence, nyár, szerelem                  | Summertime                      |                          |                |
| Jennifer Jones    | Han Suyin                               | A szerelem nagyon ragyogó dolog          | Love Is a Many-Splendored Thing |                          |                |
| Eleanor Parker    | Marjorie Lawrence                       | Félbeszakított dallam                    | Interrupted Melody              |                          |                |
| 1956 29. gála     |                                         |                                          |                                 |                          |                |
|                   | Ingrid Bergman                          | Anna Koreff / Anasztaszija               | Anasztázia                      | Anastasia                |                |
| Carroll Baker     | Baby Doll Meighan                       | Babuci                                   | Baby Doll                       |                          |                |
| Katharine Hepburn | Lizzie Curry                            | Az esőcsináló                            | The Rainmaker                   |                          |                |
| Nancy Kelly       | Christine Penmark                       | Elátkozottak gyermekei                   | The Bad Seed                    |                          |                |
| Deborah Kerr      | Anna Leonowens                          | Anna és a sziámi király                  | The King and I                  |                          |                |
| 1957 30. gála     |                                         |                                          |                                 |                          |                |
|                   | Joanne Woodward                         | Eve White / Eve Black / Jane             |                                 | The Three Faces of Eve   |                |
| Deborah Kerr      | Angela                                  |                                          | Heaven Knows, Mr. Allison       |                          |                |
| Anna Magnani      | Gioia                                   |                                          | Wild Is the Wind                |                          |                |
| Elizabeth Taylor  | Susanna Drake                           | Esőerdő Megye                            | Raintree County                 |                          |                |
| Lana Turner       | Constance MacKenzie                     |                                          | Peyton Place                    |                          |                |
| 1958 31. gála     |                                         |                                          |                                 |                          |                |
|                   | Susan Hayward                           | Barbara Graham                           | Élni akarok!                    | I Want to Live!          |                |
| Deborah Kerr      | Sibyl Railton-Bell                      | Külön asztalok                           | Separate Tables                 |                          |                |
| Shirley MacLaine  | Ginnie Moorehead                        | Rohanva jöttek (Van, aki futva érkezett) | Some Came Running               |                          |                |
| Rosalind Russell  | Mame Dennis                             |                                          | Auntie Mame                     |                          |                |
| Elizabeth Taylor  | Margaret "Maggie" Pollitt               | Macska a forró bádogtetőn                | Cat on a Hot Tin Roof           |                          |                |
| 1959 32. gála     |                                         |                                          |                                 |                          |                |
|                   | Simone Signoret                         | Alice Aisgill                            | Hely a tetőn                    | Room at the Top          |                |
| Doris Day         | Jan Morrow                              | Párnacsaták                              | Pillow Talk                     |                          |                |
| Audrey Hepburn    | Gabrielle van der Mal                   | Egy apáca története                      | The Nun's Story                 |                          |                |
| Katharine Hepburn | Violet Venable                          | Múlt nyáron, hirtelen                    | Suddenly, Last Summer           |                          |                |
| Elizabeth Taylor  | Catherine Holly                         | Múlt nyáron, hirtelen                    | Suddenly, Last Summer           |                          |                |

### 1960-as évek
| Év                | Színésznő                         | Színésznő                          | Szerep                                 | Magyar cím                         | Eredeti cím   |
| 1960 33. gála     |                                   |                                    |                                        |                                    |               |
| ----------------- | --------------------------------- | ---------------------------------- | -------------------------------------- | ---------------------------------- | ------------- |
| 1960 33. gála     |                                   | Elizabeth Taylor                   | Gloria Wandrous                        | Modern kaméliás hölgy              | BUtterfield 8 |
| 1960 33. gála     | Greer Garson                      | Eleanor Roosevelt                  |                                        | Sunrise at Campobello              |               |
| 1960 33. gála     | Deborah Kerr                      | Ida Carmody                        | Csavargók                              | The Sundowners                     |               |
| 1960 33. gála     | Shirley MacLaine                  | Fran Kubelik                       | Legénylakás                            | The Apartment                      |               |
| 1960 33. gála     | Melína Merkúri                    | Ilya                               | Vasárnap soha                          | Poté tin Kyriakí / Never on Sunday |               |
| 1961 34. gála     |                                   |                                    |                                        |                                    |               |
|                   | Sophia Loren                      | Cesira                             | Egy asszony meg a lánya                | La ciociara                        |               |
| Audrey Hepburn    | Holly Golightly / Lula Mae Barnes | Álom luxuskivitelben               | Breakfast at Tiffany's                 |                                    |               |
| Piper Laurie      | Sarah Packard                     | A svindler                         | The Hustler                            |                                    |               |
| Geraldine Page    | Alma Winemiller                   |                                    | Summer and Smoke                       |                                    |               |
| Natalie Wood      | Wilma Dean "Deanie" Loomis        | Ragyogás a fűben                   | Splendor in the Grass                  |                                    |               |
| 1962 35. gála     |                                   |                                    |                                        |                                    |               |
|                   | Anne Bancroft                     | Annie Sullivan                     | A csodatevő                            | The Miracle Worker                 |               |
| Bette Davis       | Baby Jane Hudson                  | Mi történt Baby Jane-nel?          | What Ever Happened to Baby Jane?       |                                    |               |
| Katharine Hepburn | Mary Cavan Tyrone                 | Hosszú út az éjszakába             | Long Day's Journey into Night          |                                    |               |
| Geraldine Page    | Alexandra Del Lago                | Az ifjúság édes madara             | Sweet Bird of Youth                    |                                    |               |
| Lee Remick        | Kirsten Arnesen Clay              | Míg tart a bor és friss a rózsa    | Days of Wine and Roses                 |                                    |               |
| 1963 36. gála     |                                   |                                    |                                        |                                    |               |
|                   | Patricia Neal                     | Alma Brown                         | Hud                                    | Hud                                |               |
| Leslie Caron      | Jane Fossett                      | Kiadó szoba                        | The L-Shaped Room                      |                                    |               |
| Shirley MacLaine  | Irma La Douce                     | Irma, te édes                      | Irma la Douce                          |                                    |               |
| Rachel Roberts    | Margaret Hammond                  | Egy ember ára                      | This Sporting Life                     |                                    |               |
| Natalie Wood      | Angie Rossini                     | Szerelem a megfelelő idegennel     | Love with the Proper Stranger          |                                    |               |
| 1964 37. gála     |                                   |                                    |                                        |                                    |               |
|                   | Julie Andrews                     | Mary Poppins                       | Mary Poppins                           | Mary Poppins                       |               |
| Anne Bancroft     | Jo Armitage                       | Tökmagevő                          | The Pumpkin Eater                      |                                    |               |
| Sophia Loren      | Filumena Marturano                | Házasság olasz módra               | Matrimonio all'italiana                |                                    |               |
| Debbie Reynolds   | Molly Brown                       | Az elsüllyeszthetetlen Molly Brown | The Unsinkable Molly Brown             |                                    |               |
| Kim Stanley       | Myra Savage                       |                                    | Séance on a Wet Afternoon              |                                    |               |
| 1965 38. gála     |                                   |                                    |                                        |                                    |               |
|                   | Julie Christie                    | Diana Scott                        | Darling                                | Darling                            |               |
| Julie Andrews     | Maria von Trapp                   | A muzsika hangja                   | The Sound of Music                     |                                    |               |
| Samantha Eggar    | Miranda Grey                      | A lepkegyűjtő                      | The Collector                          |                                    |               |
| Elizabeth Hartman | Selina D'Arcy                     | Fekete-fehér                       | A Patch of Blue                        |                                    |               |
| Simone Signoret   | La Condesa                        | Bolondok hajója                    | Ship of Fools                          |                                    |               |
| 1966 39. gála     |                                   |                                    |                                        |                                    |               |
|                   | Elizabeth Taylor                  | Martha                             | Nem félünk a farkastól                 | Who's Afraid of Virginia Woolf?    |               |
| Anouk Aimée       | Anne Gauthier                     | Egy férfi és egy nő                | Un homme et une femme                  |                                    |               |
| Ida Kamińska      | Rozalie Lautmann                  | Üzlet a korzón                     | Obchod na korze                        |                                    |               |
| Lynn Redgrave     | Georgina "Georgy" Parkin          | Georgy Girl                        | Georgy Girl                            |                                    |               |
| Vanessa Redgrave  | Leonie Delt                       |                                    | Morgan – A Suitable Case for Treatment |                                    |               |
| 1967 40. gála     |                                   |                                    |                                        |                                    |               |
|                   | Katharine Hepburn                 | Christina Drayton                  | Találd ki, ki jön vacsorára!           | Guess Who's Coming to Dinner       |               |
| Anne Bancroft     | Mrs. Robinson                     | Diploma előtt                      | The Graduate                           |                                    |               |
| Faye Dunaway      | Bonnie Parker                     | Bonnie és Clyde                    | Bonnie and Clyde                       |                                    |               |
| Edith Evans       | Maggie Ross                       | Suttogók                           | The Whisperers                         |                                    |               |
| Audrey Hepburn    | Susy Hendrix                      | Várj, míg sötét lesz               | Wait Until Dark                        |                                    |               |
| 1968 41. gála     |                                   |                                    |                                        |                                    |               |
|                   | Katharine Hepburn                 | Aquitániai Eleonóra                | Az oroszlán télen                      | The Lion in Winter                 |               |
| Barbra Streisand  | Fanny Brice                       | Funny Girl                         | Funny Girl                             |                                    |               |
|                   | Patricia Neal                     | Nettie Cleary                      |                                        | The Subject Was Roses              |               |
| Vanessa Redgrave  | Isadora Duncan                    | Isadora                            | Isadora                                |                                    |               |
| Joanne Woodward   | Rachel Cameron                    | Rachel, Rachel                     | Rachel, Rachel                         |                                    |               |
| 1969 42. gála     |                                   |                                    |                                        |                                    |               |
|                   | Maggie Smith                      | Jean Brodie                        | Miss Jean Brodie virágzása             | The Prime of Miss Jean Brodie      |               |
| Geneviève Bujold  | Boleyn Anna                       | Anna ezer napja                    | Anne of the Thousand Days              |                                    |               |
| Jane Fonda        | Gloria Beatty                     | A lovakat lelövik, ugye?           | They Shoot Horses, Don't They?         |                                    |               |
| Liza Minnelli     | Mary Ann "Pookie" Adams           | Első szerelem                      | The Sterile Cuckoo                     |                                    |               |
| Jean Simmons      | Mary Wilson                       |                                    | The Happy Ending                       |                                    |               |

### 1970-es évek
| Év                       | Színésznő                      | Színésznő                            | Szerep                       | Magyar cím                      | Eredeti cím   |
| 1970 43. gála            |                                |                                      |                              |                                 |               |
| ------------------------ | ------------------------------ | ------------------------------------ | ---------------------------- | ------------------------------- | ------------- |
| 1970 43. gála            |                                | Glenda Jackson                       | Gudrun Brangwen              | Szerelmes asszonyok             | Women in Love |
| 1970 43. gála            | Jane Alexander                 | Eleanor Backman                      | Jefferson utolsó menete      | The Great White Hope            |               |
| 1970 43. gála            | Ali MacGraw                    | Jennifer Cavalleri-Barrett           | Love Story                   | Love Story                      |               |
| 1970 43. gála            | Sarah Miles                    | Rosy Ryan                            | Ryan lánya                   | Ryan's Daughter                 |               |
| 1970 43. gála            | Carrie Snodgress               | Bettina "Tina" Balser                |                              | Diary of a Mad Housewife        |               |
| 1971 44. gála            |                                |                                      |                              |                                 |               |
|                          | Jane Fonda                     | Bree Daniels                         | Klute                        | Klute                           |               |
| Julie Christie           | Constance Miller               | McCabe és Mrs. Miller                | McCabe & Mrs. Miller         |                                 |               |
| Glenda Jackson           | Alex Greville                  | Vasárnap, átkozott vasárnap          | Sunday Bloody Sunday         |                                 |               |
| Vanessa Redgrave         | I. Mária királynő              | Mária, a skótok királynője           | Mary, Queen of Scots         |                                 |               |
| Janet Suzman             | Alekszandra Fjodorovna cárné   | Cárok végnapjai                      | Nicholas and Alexandra       |                                 |               |
| 1972 45. gála            |                                |                                      |                              |                                 |               |
|                          | Liza Minnelli                  | Sally Bowles                         | Kabaré                       | Cabaret                         |               |
| Diana Ross               | Billie Holiday                 | A Lady bluest énekel                 | Lady Sings the Blues         |                                 |               |
| Maggie Smith             | Augusta Bertram                | Utazások nagynénémmel                | Travels with My Aunt         |                                 |               |
| Cicely Tyson             | Rebecca Morgan                 | Csibész                              | Sounder                      |                                 |               |
| Liv Ullmann              | Kristina Nilsson               | Kivándorlók                          | The Emigrants                |                                 |               |
| 1973 46. gála            |                                |                                      |                              |                                 |               |
|                          | Glenda Jackson                 | Vickie Allessio                      | Egy kis előkelőség           | A Touch of Class                |               |
| Ellen Burstyn            | Chris MacNeil                  | Az ördögűző                          | The Exorcist                 |                                 |               |
| Marsha Mason             | Maggie Paul                    | Kimenő éjfélig                       | Cinderella Liberty           |                                 |               |
| Barbra Streisand         | Katie Morosky                  | Ilyenek voltunk                      | The Way We Were              |                                 |               |
| Joanne Woodward          | Rita Walden                    | Nyári kaland, téli álom              | Summer Wishes, Winter Dreams |                                 |               |
| 1974 47. gála            |                                |                                      |                              |                                 |               |
|                          | Ellen Burstyn                  | Alice Hyatt                          | Alice már nem lakik itt      | Alice Doesn't Live Here Anymore |               |
| Diahann Carroll          | Claudine Price                 | Claudine                             | Claudine                     |                                 |               |
| Faye Dunaway             | Evelyn Cross Mulwray           | Kínai negyed                         | Chinatown                    |                                 |               |
| Valerie Perrine          | Harriett Jolliff / Honey Bruce | Lenny                                | Lenny                        |                                 |               |
| Gena Rowlands            | Mabel Longhetti                | Egy hatás alatt álló nő              | A Woman Under the Influence  |                                 |               |
| 1975 48. gála            |                                |                                      |                              |                                 |               |
|                          | Louise Fletcher                | Mildred Ratched nővér                | Száll a kakukk fészkére      | One Flew Over the Cuckoo's Nest |               |
| Isabelle Adjani          | Adèle Hugo / Adèle Lewly       | Adele H. története                   | The Story of Adele H.        |                                 |               |
| Ann-Margret              | Nora Walker                    | Tommy                                | Tommy                        |                                 |               |
| Glenda Jackson           | Hedda Gabler                   | Hedda                                | Hedda                        |                                 |               |
| Carol Kane               | Gitl                           | Hester utca                          | Hester Street                |                                 |               |
| 1976 49. gála            |                                |                                      |                              |                                 |               |
|                          | Faye Dunaway                   | Diana Christensen                    | Hálózat                      | Network                         |               |
| Marie-Christine Barrault | Marthe                         | Sógorok, sógornők                    | Cousin Cousine               |                                 |               |
| Talia Shire              | Adrian Pennino                 | Rocky                                | Rocky                        |                                 |               |
| Sissy Spacek             | Carrie White                   | Carrie                               | Carrie                       |                                 |               |
| Liv Ullmann              | Jenny Isaksson                 | Színről színre (Szemben önmagunkkal) | Ansikte mot ansikte          |                                 |               |
| 1977 50. gála            |                                |                                      |                              |                                 |               |
|                          | Diane Keaton                   | Annie Hall                           | Annie Hall                   | Annie Hall                      |               |
| Anne Bancroft            | Emma Jacklin                   | Fordulópont                          | The Turning Point            |                                 |               |
| Shirley MacLaine         | Deedee Rodgers                 | Fordulópont                          | The Turning Point            |                                 |               |
| Jane Fonda               | Lillian Hellman                | Júlia                                | Julia                        |                                 |               |
| Marsha Mason             | Paula McFadden                 | Hölgyem, Isten áldja!                | The Goodbye Girl             |                                 |               |
| 1978 51. gála            |                                |                                      |                              |                                 |               |
|                          | Jane Fonda                     | Sally Hyde                           | Hazatérés                    | Coming Home                     |               |
| Ingrid Bergman           | Charlotte Andergast            | Őszi szonáta                         | Höstsonaten                  |                                 |               |
| Ellen Burstyn            | Doris                          | Jövőre veled ugyanitt                | Same Time, Next Year         |                                 |               |
| Jill Clayburgh           | Erica Benton                   | Asszony férj nélkül                  | An Unmarried Woman           |                                 |               |
| Geraldine Page           | Eve                            | Vívódások (Belső terek)              | Interiors                    |                                 |               |
| 1979 52. gála            |                                |                                      |                              |                                 |               |
|                          | Sally Field                    | Norma Rae Webster                    | Norma Rae                    | Norma Rae                       |               |
| Jill Clayburgh           | Marilyn Holmberg               | Egy elvált férfi ballépései          | Starting Over                |                                 |               |
| Jane Fonda               | Kimberly Wells                 | Kína-szindróma                       | The China Syndrome           |                                 |               |
| Marsha Mason             | Jennie MacLaine                | Második fejezet                      | Chapter Two                  |                                 |               |
| Bette Midler             | Mary Rose Foster               | A rózsa                              | The Rose                     |                                 |               |

### 1980-as évek
| Év                | Színésznő                           | Színésznő                              | Szerep                        | Magyar cím               | Eredeti cím           |
| 1980 53. gála     |                                     |                                        |                               |                          |                       |
| ----------------- | ----------------------------------- | -------------------------------------- | ----------------------------- | ------------------------ | --------------------- |
| 1980 53. gála     |                                     | Sissy Spacek                           | Loretta Lynn                  | A szénbányász lánya      | Coal Miner's Daughter |
| 1980 53. gála     | Ellen Burstyn                       | Edna Mae Harper-McCauley               | Feltámadás                    | Resurrection             |                       |
| 1980 53. gála     | Goldie Hawn                         | Judy Benjamin                          | Benjamin közlegény            | Private Benjamin         |                       |
| 1980 53. gála     | Mary Tyler Moore                    | Beth Jarrett                           | Átlagemberek                  | Ordinary People          |                       |
| 1980 53. gála     | Gena Rowlands                       | Gloria Swenson                         | Gloria                        | Gloria                   |                       |
| 1981 54. gála     |                                     |                                        |                               |                          |                       |
|                   | Katharine Hepburn                   | Ethel Thayer                           | Az aranytó                    | On Golden Pond           |                       |
| Diane Keaton      | Louise Bryant                       | Vörösök                                | Reds                          |                          |                       |
| Marsha Mason      | Georgia Hines                       | Csak ha nevetek                        | Only When I Laugh             |                          |                       |
| Susan Sarandon    | Sally Matthews                      | Atlantic City                          | Atlantic City                 |                          |                       |
| Meryl Streep      | Sara Woodruff / Anna                | A francia hadnagy szeretője            | The French Lieutenant's Woman |                          |                       |
| 1982 55. gála     |                                     |                                        |                               |                          |                       |
|                   | Meryl Streep                        | Sophie Zawistowski                     | Sophie választása             | Sophie's Choice          |                       |
| Julie Andrews     | Victor Grazinski / Victoria Grant   | Viktor, Viktória                       | Victor/Victoria               |                          |                       |
| Jessica Lange     | Frances Farmer                      | Frances                                | Frances                       |                          |                       |
| Sissy Spacek      | Beth Horman                         | Eltűntnek nyilvánítva                  | Missing                       |                          |                       |
| Debra Winger      | Paula Pokrifki                      | Garni-zóna                             | An Officer and a Gentleman    |                          |                       |
| 1983 56. gála     |                                     |                                        |                               |                          |                       |
|                   | Shirley MacLaine                    | Aurora Greenway                        | Becéző szavak                 | Terms of Endearment      |                       |
| Jane Alexander    | Carol Wetherly                      | Testamentum                            | Testament                     |                          |                       |
| Meryl Streep      | Karen Silkwood                      | Silkwood                               | Silkwood                      |                          |                       |
| Julie Walters     | Susan White / Rita                  | Rita többet akar – Szebb dalt énekelni | Educating Rita                |                          |                       |
| Debra Winger      | Emma Greenway Horton                | Becéző szavak                          | Terms of Endearment           |                          |                       |
| 1984 57. gála     |                                     |                                        |                               |                          |                       |
|                   | Sally Field                         | Edna Spalding                          | Hely a szívemben              | Places in the Heart      |                       |
| Judy Davis        | Adela Quested                       | Út Indiába                             | A Passage to India            |                          |                       |
| Jessica Lange     | Jewell Ivy                          | Farmerek között                        | Country                       |                          |                       |
| Vanessa Redgrave  | Olive Chancellor                    | A bostoniak                            | The Bostonians                |                          |                       |
| Sissy Spacek      | Mae Garvey                          | A folyó                                | The River                     |                          |                       |
| 1985 58. gála     |                                     |                                        |                               |                          |                       |
|                   | Geraldine Page                      | Carrie Watts                           | Út az ismeretlenbe            | The Trip to Bountiful    |                       |
| Anne Bancroft     | Miriam Ruth / Anna Maria Burchetti  | Ágnes, az Isten báránya                | Agnes of God                  |                          |                       |
| Whoopi Goldberg   | Celie Harris-Johnson                | Bíborszín                              | The Color Purple              |                          |                       |
| Jessica Lange     | Patsy Cline                         | Édes álmok                             | Sweet Dreams                  |                          |                       |
| Meryl Streep      | Karen Blixen                        | Távol Afrikától                        | Out of Africa                 |                          |                       |
| 1986 59. gála     |                                     |                                        |                               |                          |                       |
|                   | Marlee Matlin                       | Sarah Norman                           | Egy kisebb isten gyermekei    | Children of a Lesser God |                       |
| Jane Fonda        | Alex Sternbergen / Viveca Van Loren | Másnap reggel                          | The Morning After             |                          |                       |
| Sissy Spacek      | Babe Botrelle / Rebecca MaGrath     | Bűnös szívek                           | Crimes of the Heart           |                          |                       |
| Kathleen Turner   | Peggy Sue Kelcher-Bodell            | Előre a múltba                         | Peggy Sue Got Married         |                          |                       |
| Sigourney Weaver  | Ellen Ripley                        | A bolygó neve: Halál                   | Aliens                        |                          |                       |
| 1987 60. gála     |                                     |                                        |                               |                          |                       |
|                   | Cher                                | Loretta Castorini                      | Holdkórosok                   | Moonstruck               |                       |
| Glenn Close       | Alex Forrest                        | Végzetes vonzerő                       | Fatal Attraction              |                          |                       |
| Holly Hunter      | Jane Craig                          | A híradó sztárjai                      | Broadcast News                |                          |                       |
| Sally Kirkland    | Anna                                | Anna                                   | Anna                          |                          |                       |
| Meryl Streep      | Helen Archer                        | Gyomok között                          | Ironweed                      |                          |                       |
| 1988 61. gála     |                                     |                                        |                               |                          |                       |
|                   | Jodie Foster                        | Sarah Tobias                           | A vádlottak                   | The Accused              |                       |
| Glenn Close       | Isabelle de Merteuil márkiné        | Veszedelmes viszonyok                  | Dangerous Liaisons            |                          |                       |
| Melanie Griffith  | Tess McGill                         | Dolgozó lány                           | Working Girl                  |                          |                       |
| Meryl Streep      | Lindy Chamberlain                   | Sikoly a sötétben                      | Evil Angels                   |                          |                       |
| Sigourney Weaver  | Dian Fossey                         | Gorillák a ködben                      | Gorillas in the Mist          |                          |                       |
| 1989 62. gála     |                                     |                                        |                               |                          |                       |
|                   | Jessica Tandy                       | Daisy Werthan                          | Miss Daisy sofőrje            | Driving Miss Daisy       |                       |
| Isabelle Adjani   | Camille Claudel                     | Camille Claudel                        | Camille Claudel               |                          |                       |
| Pauline Collins   | Shirley Valentine-Bradshaw          | Shirley Valentine                      | Shirley Valentine             |                          |                       |
| Jessica Lange     | Ann Talbot                          | Music Box                              | Music Box                     |                          |                       |
| Michelle Pfeiffer | Susie Diamond                       | Azok a csodálatos Baker fiúk           | The Fabulous Baker Boys       |                          |                       |

### 1990-es évek
| Év                   | Színésznő                      | Színésznő               | Szerep                        | Magyar cím               | Eredeti cím |
| 1990 63. gála        |                                |                         |                               |                          |             |
| -------------------- | ------------------------------ | ----------------------- | ----------------------------- | ------------------------ | ----------- |
| 1990 63. gála        |                                | Kathy Bates             | Annie Wilkes                  | Tortúra                  | Misery      |
| 1990 63. gála        | Anjelica Huston                | Lilly Dillon            | Svindlerek                    | The Grifters             |             |
| 1990 63. gála        | Julia Roberts                  | Vivian Ward             | Micsoda nő!                   | Pretty Woman             |             |
| 1990 63. gála        | Meryl Streep                   | Suzanne Vale            | Képeslapok a szakadékból      | Postcards from the Edge  |             |
| 1990 63. gála        | Joanne Woodward                | India Bridge            | Mr. és Mrs. Bridge            | Mr. & Mrs. Bridge        |             |
| 1991 64. gála        |                                |                         |                               |                          |             |
|                      | Jodie Foster                   | Clarice Starling        | A bárányok hallgatnak         | The Silence of the Lambs |             |
| Geena Davis          | Thelma Dickinson               | Thelma és Louise        | Thelma & Louise               |                          |             |
| Susan Sarandon       | Louise Sawyer                  | Thelma és Louise        | Thelma & Louise               |                          |             |
| Laura Dern           | Rose                           | Rózsa és tövis          | Rambling Rose                 |                          |             |
| Bette Midler         | Dixie Leonard                  | Kopaszoknak szeretettel | For the Boys                  |                          |             |
| 1992 65. gála        |                                |                         |                               |                          |             |
|                      | Emma Thompson                  | Margaret Schlegel       | Szellem a házban              | Howards End              |             |
| Catherine Deneuve    | Éliane Devries                 | Indokína                | Indochine                     |                          |             |
| Mary McDonnell       | May-Alice Culhane              | Szerelem-hal            | Passion Fish                  |                          |             |
| Michelle Pfeiffer    | Louise Irene "Lurene" Hallett  | A szeretet földje       | Love Field                    |                          |             |
| Susan Sarandon       | Michaela Murphy Odone          | Lorenzo olaja           | Lorenzo's Oil                 |                          |             |
| 1993 66. gála        |                                |                         |                               |                          |             |
|                      | Holly Hunter                   | Ada McGrath             | Zongoralecke                  | The Piano                |             |
| Angela Bassett       | Anna Mae Bullock / Tina Turner | Tina                    | What's Love Got to Do with It |                          |             |
| Stockard Channing    | Louisa "Ouisa" Kittredge       | Hatszoros ölelés        | Six Degrees of Separation     |                          |             |
| Emma Thompson        | Sarah "Sally" Kenton           | Napok romjai            | The Remains of the Day        |                          |             |
| Debra Winger         | Joy Davidman                   | Árnyékország            | Shadowlands                   |                          |             |
| 1994 67. gála        |                                |                         |                               |                          |             |
|                      | Jessica Lange                  | Carly Marshall          | Kék ég                        | Blue Sky                 |             |
| Jodie Foster         | Nell Kellty                    | Nell, a remetelány      | Nell                          |                          |             |
| Miranda Richardson   | Vivienne Haigh-Wood            | Tom és Viv              | Tom & Viv                     |                          |             |
| Winona Ryder         | Josephine "Jo" March           | Kisasszonyok            | Little Women                  |                          |             |
| Susan Sarandon       | Regina "Reggie" Love           | Az ügyfél               | The Client                    |                          |             |
| 1995 68. gála        |                                |                         |                               |                          |             |
|                      | Susan Sarandon                 | Helen Prejean nővér     | Ments meg, Uram!              | Dead Man Walking         |             |
| Elisabeth Shue       | Sera                           | Las Vegas, végállomás   | Leaving Las Vegas             |                          |             |
| Sharon Stone         | Ginger McKenna                 | Casino                  | Casino                        |                          |             |
| Meryl Streep         | Francesca Johnson              | A szív hídjai           | The Bridges of Madison County |                          |             |
| Emma Thompson        | Elinor Dashwood                | Értelem és érzelem      | Sense and Sensibility         |                          |             |
| 1996 69. gála        |                                |                         |                               |                          |             |
|                      | Frances McDormand              | Marge Gunderson         | Fargo                         | Fargo                    |             |
| Brenda Blethyn       | Cynthia Rose Purley            | Titkok és hazugságok    | Secrets & Lies                |                          |             |
| Diane Keaton         | Bessie Wakefield               | Marvin szobája          | Marvin's Room                 |                          |             |
| Kristin Scott Thomas | Katharine Clifton              | Az angol beteg          | The English Patient           |                          |             |
| Emily Watson         | Bess McNeill                   | Hullámtörés             | Breaking the Waves            |                          |             |
| 1997 70. gála        |                                |                         |                               |                          |             |
|                      | Helen Hunt                     | Carol Connelly          | Lesz ez még így se!           | As Good as It Gets       |             |
| Helena Bonham Carter | Kate Croy                      | A galamb szárnyai       | The Wings of the Dove         |                          |             |
| Julie Christie       | Phyllis Hart                   |                         | Afterglow                     |                          |             |
| Judi Dench           | Viktória királynő              | Botrány a birodalomban  | Mrs Brown                     |                          |             |
| Kate Winslet         | Rose DeWitt Bukater            | Titanic                 | Titanic                       |                          |             |
| 1998 71. gála        |                                |                         |                               |                          |             |
|                      | Gwyneth Paltrow                | Viola de Lesseps        | Szerelmes Shakespeare         | Shakespeare in Love      |             |
| Cate Blanchett       | I. Erzsébet királynő           | Elizabeth               | Elizabeth                     |                          |             |
| Fernanda Montenegro  | Isadora "Dora" Teixeira        | Központi pályaudvar     | Central Station               |                          |             |
| Meryl Streep         | Kate Gulden                    | Életem értelme          | One True Thing                |                          |             |
| Emily Watson         | Jacqueline du Pré              | Hilary és Jackie        | Hilary and Jackie             |                          |             |
| 1999 72. gála        |                                |                         |                               |                          |             |
|                      | Hilary Swank                   | Brandon Teena           | A fiúk nem sírnak             | Boys Don't Cry           |             |
| Annette Bening       | Carolyn Burnham                | Amerikai szépség        | American Beauty               |                          |             |
| Janet McTeer         | Mary Jo Walker                 | Pasifogó                | Tumbleweeds                   |                          |             |
| Julianne Moore       | Sarah Miles                    | Egy kapcsolat vége      | The End of the Affair         |                          |             |
| Meryl Streep         | Roberta Guaspari               | A szív dallamai         | Music of the Heart            |                          |             |

### 2000-es évek
| Év                      | Színésznő                  | Színésznő                            | Szerep                                | Magyar cím                        | Eredeti cím     |
| 2000 73. gála           |                            |                                      |                                       |                                   |                 |
| ----------------------- | -------------------------- | ------------------------------------ | ------------------------------------- | --------------------------------- | --------------- |
| 2000 73. gála           |                            | Julia Roberts                        | Erin Brockovich                       | Erin Brockovich – Zűrös természet | Erin Brockovich |
| 2000 73. gála           | Joan Allen                 | Laine Hanson                         | A manipulátor                         | The Contender                     |                 |
| 2000 73. gála           | Juliette Binoche           | Vianne Rocher                        | Csokoládé                             | Chocolat                          |                 |
| 2000 73. gála           | Ellen Burstyn              | Sara Goldfarb                        | Rekviem egy álomért                   | Requiem for a Dream               |                 |
| 2000 73. gála           | Laura Linney               | Samantha "Sammy" Prescott            | Számíthatsz rám                       | You Can Count on Me               |                 |
| 2001 74. gála           |                            |                                      |                                       |                                   |                 |
|                         | Halle Berry                | Leticia Musgrove                     | Szörnyek keringője                    | Monster's Ball                    |                 |
| Judi Dench              | Iris Murdoch               | Iris – Egy csodálatos női elme       | Iris                                  |                                   |                 |
| Nicole Kidman           | Satine                     | Moulin Rouge!                        | Moulin Rouge!                         |                                   |                 |
| Sissy Spacek            | Ruth Fowler                | A hálószobában                       | In the Bedroom                        |                                   |                 |
| Renée Zellweger         | Bridget Jones              | Bridget Jones naplója                | Bridget Jones's Diary                 |                                   |                 |
| 2002 75. gála           |                            |                                      |                                       |                                   |                 |
|                         | Nicole Kidman              | Virginia Woolf                       | Az órák                               | The Hours                         |                 |
| Salma Hayek             | Frida Kahlo                | Frida                                | Frida                                 |                                   |                 |
| Diane Lane              | Constance "Connie" Sumner  | A hűtlen                             | Unfaithful                            |                                   |                 |
| Julianne Moore          | Cathy Whitaker             | Távol a mennyországtól               | Far from Heaven                       |                                   |                 |
| Renée Zellweger         | Roxie Hart                 | Chicago                              | Chicago                               |                                   |                 |
| 2003 76. gála           |                            |                                      |                                       |                                   |                 |
|                         | Charlize Theron            | Aileen Wuornos                       | A rém                                 | Monster                           |                 |
| Keisha Castle-Hughes    | Paikea Apirana             | A bálnalovas                         | Whale Rider                           |                                   |                 |
| Diane Keaton            | Erica Jane Berry           | Minden végzet nehéz                  | Something's Gotta Give                |                                   |                 |
| Samantha Morton         | Sarah Sullivan             | Amerikában                           | In America                            |                                   |                 |
| Naomi Watts             | Cristina Williams-Peck     | 21 gramm                             | 21 Grams                              |                                   |                 |
| 2004 77. gála           |                            |                                      |                                       |                                   |                 |
|                         | Hilary Swank               | Maggie Fitzgerald                    | Millió dolláros bébi                  | Million Dollar Baby               |                 |
| Annette Bening          | Julia Lambert              | Csodálatos Júlia                     | Being Julia                           |                                   |                 |
| Catalina Sandino Moreno | María Álvarez              | Üdvözlégy Mária, kegyelemmel teljes… | Maria Full of Grace                   |                                   |                 |
| Imelda Staunton         | Vera Rose Drake            | Vera Drake                           | Vera Drake                            |                                   |                 |
| Kate Winslet            | Clementine Kruczynski      | Egy makulátlan elme örök ragyogása   | Eternal Sunshine of the Spotless Mind |                                   |                 |
| 2005 78. gála           |                            |                                      |                                       |                                   |                 |
|                         | Reese Witherspoon          | June Carter Cash                     | A nyughatatlan                        | Walk the Line                     |                 |
| Judi Dench              | Laura Forster-Henderson    | Mrs. Henderson bemutatja             | Mrs Henderson Presents                |                                   |                 |
| Felicity Huffman        | Sabrina "Bree" Osbourne    | Transamerica                         | Transamerica                          |                                   |                 |
| Keira Knightley         | Elizabeth Bennet           | Büszkeség és balítélet               | Pride & Prejudice                     |                                   |                 |
| Charlize Theron         | Josey Aimes                | Kőkemény Minnesota                   | North Country                         |                                   |                 |
| 2006 79. gála           |                            |                                      |                                       |                                   |                 |
|                         | Helen Mirren               | II. Erzsébet királynő                | A királynő                            | The Queen                         |                 |
| Penélope Cruz           | Raimunda                   | Volver                               | Volver                                |                                   |                 |
| Judi Dench              | Barbara Covett             | Egy botrány részletei                | Notes on a Scandal                    |                                   |                 |
| Meryl Streep            | Miranda Priestly           | Az ördög Pradát visel                | The Devil Wears Prada                 |                                   |                 |
| Kate Winslet            | Sarah Pierce               | Apró titkok                          | Little Children                       |                                   |                 |
| 2007 80. gála           |                            |                                      |                                       |                                   |                 |
|                         | Marion Cotillard           | Édith Piaf                           | Piaf                                  | La Môme                           |                 |
| Cate Blanchett          | I. Erzsébet királynő       | Elizabeth: Az aranykor               | Elizabeth: The Golden Age             |                                   |                 |
| Julie Christie          | Fiona Anderson             | Egyre távolabb                       | Away from Her                         |                                   |                 |
| Laura Linney            | Wendy Savage               | Apu vad napjai                       | The Savages                           |                                   |                 |
| Ellen Page              | Juno MacGuff               | Juno                                 | Juno                                  |                                   |                 |
| 2008 81. gála           |                            |                                      |                                       |                                   |                 |
|                         | Kate Winslet               | Hanna Schmitz                        | A felolvasó                           | The Reader                        |                 |
| Anne Hathaway           | Kym Buchman                | Rachel esküvője                      | Rachel Getting Married                |                                   |                 |
| Angelina Jolie          | Christine Collins          | Elcserélt életek                     | Changeling                            |                                   |                 |
| Melissa Leo             | Ray Eddy                   | A befagyott folyó                    | Frozen River                          |                                   |                 |
| Meryl Streep            | Aloysius Beauvier nővér    | Kétely                               | Doubt                                 |                                   |                 |
| 2009 82. gála           |                            |                                      |                                       |                                   |                 |
|                         | Sandra Bullock             | Leigh Anne Tuohy                     | A szív bajnokai                       | The Blind Side                    |                 |
| Helen Mirren            | Szofja Tolsztaja grófnő    | Az utolsó állomás                    | The Last Station                      |                                   |                 |
| Carey Mulligan          | Jenny Mellor               | Egy lányról                          | An Education                          |                                   |                 |
| Gabourey Sidibe         | Claireece "Precious" Jones | Precious – A boldogság ára           | Precious                              |                                   |                 |
| Meryl Streep            | Julia Child                | Julie és Julia – Két nő, egy recept  | Julie & Julia                         |                                   |                 |

### 2010-es évek
| Év                 | Színésznő                            | Színésznő                             | Szerep                               | Magyar cím                                | Eredeti cím |
| 2010 83. gála      |                                      |                                       |                                      |                                           |             |
| ------------------ | ------------------------------------ | ------------------------------------- | ------------------------------------ | ----------------------------------------- | ----------- |
| 2010 83. gála      |                                      | Natalie Portman                       | Nina Sayers                          | Fekete hattyú                             | Black Swan  |
| 2010 83. gála      | Annette Bening                       | Nicole Allgood                        | A gyerekek jól vannak                | The Kids Are All Right                    |             |
| 2010 83. gála      | Nicole Kidman                        | Becca Corbett                         | Engedd el!                           | Rabbit Hole                               |             |
| 2010 83. gála      | Jennifer Lawrence                    | Ree Dolly                             | Winter’s Bone – A hallgatás törvénye | Winter's Bone                             |             |
| 2010 83. gála      | Michelle Williams                    | Cynthia "Cindy" Heller                | Blue Valentine                       | Blue Valentine                            |             |
| 2011 84. gála      |                                      |                                       |                                      |                                           |             |
|                    | Meryl Streep                         | Margaret Thatcher                     | A Vaslady                            | The Iron Lady                             |             |
| Glenn Close        | Albert Nobbs                         | Albert Nobbs                          | Albert Nobbs                         |                                           |             |
| Viola Davis        | Aibileen Clark                       | A segítség                            | The Help                             |                                           |             |
| Rooney Mara        | Lisbeth Salander                     | A tetovált lány                       | The Girl with the Dragon Tattoo      |                                           |             |
| Michelle Williams  | Marilyn Monroe                       | Egy hét Marilynnel                    | My Week with Marilyn                 |                                           |             |
| 2012 85. gála      |                                      |                                       |                                      |                                           |             |
|                    | Jennifer Lawrence                    | Tiffany Maxwell                       | Napos oldal                          | Silver Linings Playbook                   |             |
| Jessica Chastain   | Maya Harris                          | Zero Dark Thirty – A Bin Láden hajsza | Zero Dark Thirty                     |                                           |             |
| Emmanuelle Riva    | Anne Laurent                         | Szerelem                              | Amour                                |                                           |             |
| Quvenzhané Wallis  | Hushpuppy                            | A messzi dél vadjai                   | Beasts of the Southern Wild          |                                           |             |
| Naomi Watts        | Maria Bennett                        | A lehetetlen                          | The Impossible                       |                                           |             |
| 2013 86. gála      |                                      |                                       |                                      |                                           |             |
|                    | Cate Blanchett                       | Jeanette "Jasmine" Francis            | Blue Jasmine                         | Blue Jasmine                              |             |
| Amy Adams          | Sydney Prosser / Lady Edith Greensly | Amerikai botrány                      | American Hustle                      |                                           |             |
| Sandra Bullock     | Ryan Stone                           | Gravitáció                            | Gravity                              |                                           |             |
| Judi Dench         | Philomena Lee                        | Philomena – Határtalan szeretet       | Philomena                            |                                           |             |
| Meryl Streep       | Violet Weston                        | Augusztus Oklahomában                 | August: Osage County                 |                                           |             |
| 2014 87. gála      |                                      |                                       |                                      |                                           |             |
|                    | Julianne Moore                       | Alice Howland                         | Megmaradt Alice-nek                  | Still Alice                               |             |
| Marion Cotillard   | Sandra Bya                           | Két nap, egy éjszaka                  | Two Days, One Night                  |                                           |             |
| Felicity Jones     | Jane Wilde Hawking                   | A mindenség elmélete                  | The Theory of Everything             |                                           |             |
| Rosamund Pike      | Amy Elliott-Dunne                    | Holtodiglan                           | Gone Girl                            |                                           |             |
| Reese Witherspoon  | Cheryl Strayed                       | Vadon                                 | Wild                                 |                                           |             |
| 2015 88. gála      |                                      |                                       |                                      |                                           |             |
|                    | Brie Larson                          | Joy "Ma" Newsome                      | A szoba                              | Room                                      |             |
| Cate Blanchett     | Carol Aird                           | Carol                                 | Carol                                |                                           |             |
| Jennifer Lawrence  | Joy Mangano                          | Joy                                   | Joy                                  |                                           |             |
| Charlotte Rampling | Kate Mercer                          | 45 év                                 | 45 Years                             |                                           |             |
| Saoirse Ronan      | Eilis Lacey                          | Brooklyn                              | Brooklyn                             |                                           |             |
| 2016 89. gála      |                                      |                                       |                                      |                                           |             |
|                    | Emma Stone                           | Mia Dolan                             | Kaliforniai álom                     | La La Land                                |             |
| Isabelle Huppert   | Michèle Leblanc                      | Áldozat?                              | Elle                                 |                                           |             |
| Ruth Negga         | Mildred Loving                       | Loving                                | Loving                               |                                           |             |
| Natalie Portman    | Jacqueline "Jackie" Kennedy          | Jackie                                | Jackie                               |                                           |             |
| Meryl Streep       | Florence Foster Jenkins              | Florence – A tökéletlen hang          | Florence Foster Jenkins              |                                           |             |
| 2017 90. gála      |                                      |                                       |                                      |                                           |             |
|                    | Frances McDormand                    | Mildred Hayes                         | Három óriásplakát Ebbing határában   | Three Billboards Outside Ebbing, Missouri |             |
| Sally Hawkins      | Elisa Esposito                       | A víz érintése                        | The Shape of Water                   |                                           |             |
| Margot Robbie      | Tonya Harding                        | Én, Tonya                             | I, Tonya                             |                                           |             |
| Saoirse Ronan      | Christine "Lady Bird" McPherson      | Lady Bird                             | Lady Bird                            |                                           |             |
| Meryl Streep       | Katharine Graham                     | A Pentagon titkai                     | The Post                             |                                           |             |
| 2018 91. gála      |                                      |                                       |                                      |                                           |             |
|                    | Olivia Colman                        | Anna királynő                         | A kedvenc                            | The Favourite                             |             |
| Yalitza Aparicio   | Cleodegaria "Cleo" Gutiérrez         | Roma                                  | Roma                                 |                                           |             |
| Glenn Close        | Joan Castleman                       | A férfi mögött                        | The Wife                             |                                           |             |
| Lady Gaga          | Ally Maine                           | Csillag születik                      | A Star Is Born                       |                                           |             |
| Melissa McCarthy   | Leonore Carol "Lee" Israel           | Megbocsátasz valaha?                  | Can You Ever Forgive Me?             |                                           |             |
| 2019 92. gála      |                                      |                                       |                                      |                                           |             |
|                    | Renée Zellweger                      | Judy Garland                          | Judy                                 | Judy                                      |             |
| Cynthia Erivo      | Harriet Tubman                       | Harriet                               | Harriet                              |                                           |             |
| Scarlett Johansson | Nicole Barber                        | Házassági történet                    | Marriage Story                       |                                           |             |
| Saoirse Ronan      | Josephine "Jo" March                 | Kisasszonyok                          | Little Women                         |                                           |             |
| Charlize Theron    | Megyn Kelly                          | Botrány                               | Bombshell                            |                                           |             |

### 2020-as évek
| Év                   | Színésznő                               | Színésznő                 | Szerep                          | Magyar cím                           | Eredeti cím |
| 2020 / 2021 93. gála |                                         |                           |                                 |                                      |             |
| -------------------- | --------------------------------------- | ------------------------- | ------------------------------- | ------------------------------------ | ----------- |
| 2020 / 2021 93. gála |                                         | Frances McDormand         | Fern                            | A nomádok földje                     | Nomadland   |
| 2020 / 2021 93. gála | Viola Davis                             | Gertrude "Ma" Rainey      | Ma Rainey: A blues nagyasszonya | Ma Rainey's Black Bottom             |             |
| 2020 / 2021 93. gála | Andra Day                               | Billie Holiday            |                                 | The United States vs. Billie Holiday |             |
| 2020 / 2021 93. gála | Vanessa Kirby                           | Martha Weiss              | Pieces of a Woman               | Pieces of a Woman                    |             |
| 2020 / 2021 93. gála | Carey Mulligan                          | Cassandra "Cassie" Thomas | Ígéretes fiatal nő              | Promising Young Woman                |             |
| 2021 94. gála        |                                         |                           |                                 |                                      |             |
|                      | Jessica Chastain                        | Tammy Faye Bakker         | Tammy Faye szemei               | The Eyes of Tammy Faye               |             |
| Olivia Colman        | Leda Caruso                             | Az elveszett lány         | The Lost Daughter               |                                      |             |
| Penélope Cruz        | Janis Martínez Moreno                   | Párhuzamos anyák          | Parallel Mothers                |                                      |             |
| Nicole Kidman        | Lucille Ball                            | Az élet Ricardóéknál      | Being the Ricardos              |                                      |             |
| Kristen Stewart      | Diána hercegné                          | Spencer                   | Spencer                         |                                      |             |
| 2022 95. gála        |                                         |                           |                                 |                                      |             |
|                      | Michelle Yeoh                           | Evelyn Quan Wang          | Minden, mindenhol, mindenkor    | Everything Everywhere All at Once    |             |
| Cate Blanchett       | Lydia Tár                               | Tár                       | Tár                             |                                      |             |
| Ana de Armas         | Norma Jeane / Marilyn Monroe            | Szöszi                    | Blonde                          |                                      |             |
| Andrea Riseborough   | Leslie Rowland                          |                           | To Leslie                       |                                      |             |
| Michelle Williams    | Mitzi Fabelman                          | A Fabelman család         | The Fabelmans                   |                                      |             |
| 2023 96. gála        |                                         |                           |                                 |                                      |             |
|                      | Emma Stone                              | Bella Baxter              | Szegény párák                   | Poor Things                          |             |
| Annette Bening       | Diana Nyad                              | Nyad                      | Nyad                            |                                      |             |
| Lily Gladstone       | Mollie Burkhart                         | Megfojtott virágok        | Killers of the Flower Moon      |                                      |             |
| Sandra Hüller        | Sandra Voyter                           | Egy zuhanás anatómiája    | Anatomy of a Fall               |                                      |             |
| Carey Mulligan       | Felicia Montealegre                     | Maestro                   | Maestro                         |                                      |             |
| 2024 97. gála        |                                         |                           |                                 |                                      |             |
|                      | Mikey Madison                           | Anora "Ani" Mikheeva      | Anora                           | Anora                                |             |
| Cynthia Erivo        | Elphaba Thropp                          | Wicked                    | Wicked                          |                                      |             |
| Karla Sofía Gascón   | Emilia Pérez / Juan "Manitas" Del Monte | Emilia Pérez              | Emilia Pérez                    |                                      |             |
| Demi Moore           | Elisabeth Sparkle                       | A szer                    | The Substance                   |                                      |             |
| Fernanda Torres      | Eunice Paiva                            | Én még itt vagyok         | I'm Still Here                  |                                      |             |